# Extra – Das RTL-Magazin
Extra – Das RTL-Magazin (eigene Schreibweise: EXTRA – Das RTL-Magazin) ist ein Boulevard- und Verbrauchermagazin bei RTL, welches seit 1994 wöchentlich ausgestrahlt wird. Die Sendung wurde 25 Jahre von Birgit Schrowange moderiert, danach von Nazan Eckes, seit 2023 von Mareile Höppner.

## Inhalte
In der Sendung werden neben Verbraucherthemen, wie zum Beispiel Produkttests mit versteckter Kamera, und Boulevard auch Beiträge gezeigt, die als Ergänzung zu jeweils aktuell ausgestrahlten RTL-Sendungen, etwa Bauer sucht Frau oder Wer wird Millionär?, dienen.

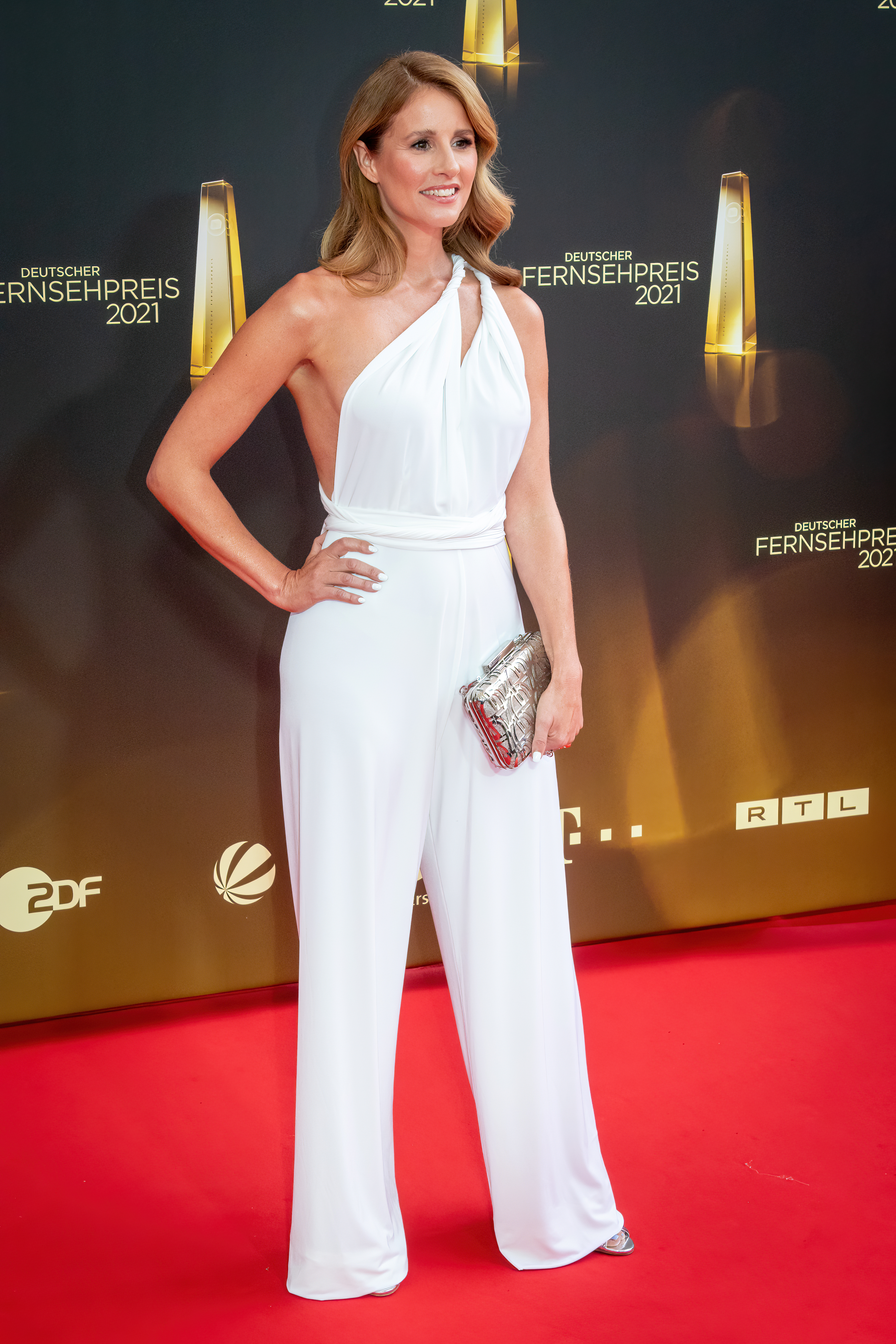
Hauptmoderatorin Mareile Höppner

Frühere Bestandteile des Magazins waren die Familie Reimann aus Hamburg, die 2004 nach Gainesville in Texas ausgewandert ist mit 84 Beiträgen und die Erotik-Rubrik, die von 1995 bis 2010 in der Regel am Ende jeder Sendung ausgestrahlt wurde. In den 2010er-Jahren gab es die Rubriken Jenke als … oder Das Jenke-Experiment mit Reporter Jenke von Wilmsdorff.

## Sendeplatz
Von Beginn an bis Dezember 2022 wurde das Magazin jeweils montags ausgestrahlt. Bis August 2021 startete die Sendung um 22:15 Uhr. Die Sendezeit betrug zunächst 45 Minuten und wurde später auf 75 Minuten verlängert.
Ab August 2021 wurde sie um 20 Minuten verkürzt, die an das neue Nachrichtenjournal RTL Direkt abgegeben wurden. Der Start der Sendung wurde somit auf 22:35 Uhr verlegt. Seit Januar 2023 wird das Magazin jeweils dienstags um 22:35 Uhr ausgestrahlt und dauert 85 Minuten.
Nach der Absetzung von RTL Direkt im Juli 2025 wurde der Sendestart auf 22:15 Uhr zurückverlegt. Die Sendedauer des Magazins beträgt seither 105 Minuten.

## Moderation
Von Beginn an moderierte Birgit Schrowange das Magazin, bis sie nach dem 25-jährigen Jubiläum der Sendung bekannt gab, sie am Jahresende zu verlassen. Am 23. Dezember 2019 moderierte sie ihre letzte Sendung. Ihre Nachfolgerin wurde Nazan Eckes, im Januar 2023 löste Mareile Höppner Eckes ab. Seit 2022 moderiert Annett Möller das Magazin vertretungsweise.
| Aktuelle Moderatoren  | Bemerkung                             | Jahr(e)       |
| Mareile Höppner       | Hauptmoderatorin                      | seit 2023     |
| Annett Möller         | Vertretung                            | seit 2022     |
| Ehemalige Moderatoren |                                       |               |
| Birgit Schrowange     | Hauptmoderatorin                      | 1994 bis 2019 |
| Nazan Eckes           | Hauptmoderatorin, bis 2019 Vertretung | 2008 bis 2022 |
| Markus Lanz           | Vertretung                            | 2000          |
| Janine Steeger        | Vertretung                            | 2008 bis 2015 |
| Jana Azizi            | Vertretung                            | 2021 bis 2024 |